# Blues de los esclavos de ahora
Blues de los esclavos de ahora es el décimo cuarto álbum del grupo uruguayo de Art Rock, La Tabaré Banda, lanzado en 2017 a través del sello Bizarro Records, en formato CD.

## Contexto
Influenciado desde siempre por Charlie Patton, Leadbelly, Robert Johnson, Howlin' Wolf, Muddy Waters, etc., y ya en los '60 por la llegada del blues inglés, y en Uruguay, por bandas como Opus Alfa o Días de Blues, comenzó casi sin darse cuenta a componer en este formato.
Sumado a las características de los músicos que conforman La Tabaré ya desde el año 2011 y con la reciente incorporación de la nueva cantante, el terreno era propicio para introducirse en el blues, obviamente con clara conciencia de lugar ya que se buscó mezclarlo con sonoridades más folklóricas, experimentales o uruguayas, al igual que sus textos.
Por esto y debido a las influencias musicales de Rivero, decidió invitar a Jesús Figueroa, primer cantante uruguayo en grabar un disco de blues y exintegrante de la legendaria banda Opus Alfa, también pionera del blues uruguayo de principios de los años '70s. 

## Grabación
La grabación se realizó durante el otoño-invierno de 2017 en Vivace Music (Montevideo), excepto Jesús Figueroa, que grabó su voz en Studio Santa Mónica (California-USA).
Cada músico realizó el arreglo para su instrumento.
La producción estuvo a cargo de Federico Lima.

## Presentación
La presentación se realizó el 4 de mayo de 2018 en la Sala del Museo, donde también estuvieron invitados Milongas Extremas, Lucía Trentini, Fede Lima y Andrés Burghi.
Los días 12, 13, 14 y 15 de julio de 2019, La Tabaré realiza un ciclo llamado "El confort de los esclavos", en la sala Hugo Balzo del SODRE. Espectáculo conceptual con la interpretación de todos los temas del disco, más la participación y dramaturgia de Federico Guerra y su elenco de Los Cretinos Solemnes. Además participaron como invitados: Alejandra Wolff, Andrés Burghi (¡eternos invitados!) y Matías Rivero.
De este ciclo se lanzó luego un EP (en video), con tres canciones de este disco pero registradas en vivo: "Es ese misterio (la felicidad)", "Boogie naturista" y "Galopé". (Bizarro Records. 2019)
También se lanzó en video otro EP: "Sesiones en Los Olmos" incluyendo dos canciones del disco: "Pagar y pagar" y "Rasga corazón (MCMLXVI)". (Bizarro Records. 2017)

## Lista de canciones
Todos  los temas pertenecen en letra y música a Tabaré J. Rivero.
| N.º | Título                                      | Duración |  |
| 1.  | «Pagar y pagar»                             | 4:20     |  |
| 2.  | «Boogie naturista»                          | 2:22     |  |
| 3.  | «Es ese misterio (la felicidad)»            | 5:10     |  |
| 4.  | «Distopía en blues»                         | 4:17     |  |
| 5.  | «Corrido del mundo»                         | 4:07     |  |
| 6.  | «Galopé»                                    | 5:39     |  |
| 7.  | «Rasga corazón (MCMLXVI)»                   | 3:32     |  |
| 8.  | «Ella hace / Magia»                         | 5:57     |  |
| 9.  | «Rapsodia melodramática (en 5 movimientos)» | 12:17    |  |

## Músicos
- Tabaré J. Rivero: voz
- Leo Lacava: guitarras
- Enzo Spadoni: trombón
- Lucía Ferreira: voz
- Marcelo "Chelo" Lacava: batería
- Martín García Herrera: bajo
- Sebastián Gagliardi: teclados

## Músicos invitados
- Jesús Figueroa: voz en "Magia"

## Técnicos de grabación
- Nicolás Demczylo: bases
- Nicolás Bellinzona: bases y overdubs
- Fredy Ramos: voz de Jesús Figueroa (en Studio Santa Mónica. California – USA)
- Federico Lima: overdubs de "Rapsodia melodramática (en 5 movimientos)"
- Mezcla: Nicolás Demczylo (en Estudio de los Aliados. Montevideo-Uruguay)
- Joaquín García: masterizado (en Audio Sólido. Santiago de Chile - Chile)
- Federico Lima: producción

## Ficha técnica
- Ilustración de portada y retratos: Oscar Larroca
- Fotografía: Alejandro Persichetti
- Diagramación: Nicolás Barrios
- Sonido en vivo: Ricardo "Dipa" Dipaolo
- Producción y comunicación: Matías Pizzolanti (y Soledad Portugal)
- Producción ejecutiva: Bizarro Records y La Tabaré Banda